# Dojo Dan
Dojo Dan is een computerspel dat werd ontwikkeld door Psionic Systems en uitgegeven door Europress Software. Het spel kwam in 1992 uit voor de Commodore Amiga. Het spel is een multi-directioneel scrollend platformspel dat bestaat uit twintig levels. Tijdens het spel wordt de speler belaagd door grote groepen tegenstanders.

## Ontvangst
| Beoordeeld door | Platform | Score |
| --------------- | -------- | ----- |
| Amiga Action    | 1992     | 80%   |
| Amiga Games     | 1992     | 75%   |
| Pelit           | 1992     | 73%   |
| Amiga Power     | 1992     | 66%   |
| Amiga Joker     | 1992     | 53%   |
| Power Play      | 1992     | 42%   |